# Limnonectes kadarsani
Limnonectes kadarsani är en groddjursart som beskrevs av Iskandar, Boeadi och Sancoyo 1996. Limnonectes kadarsani ingår i släktet Limnonectes och familjen Dicroglossidae. IUCN kategoriserar arten globalt som livskraftig. Inga underarter finns listade i Catalogue of Life.